# Dictyonella conglomerata
Dictyonella conglomerata är en svampdjursart som först beskrevs av Arthur Dendy 1922.  Dictyonella conglomerata ingår i släktet Dictyonella och familjen Dictyonellidae. Inga underarter finns listade i Catalogue of Life.